# Chinchipe
Chinchipe (Chenchipe), nekadašnje indijansko pleme s obje obale donjeg toka rijeke Chinchipe. Jezično su možda bili srodni patagon i bagua Indijancima, šti bi ih uključivalo u karipsku jezičnu porodicu.
Chinchipe su bili lovci i ribari koji su se služili lovačkim i ribarskim mrežama i lovačkim zamkama. Muškarci su obično su hodali goli, a ponekad su možda nosili i pamučne košulje. Ove kosulje kod Chirino, Patagón i Copallín Indinjaaca, mogle su biti i pamučne i vunene; penis bi privezali uzicom, što je još uvijek običaj među nekontaktiranim plemenima zapadnog bazena Amazone. Ženska nošnja sastojala se od suknje koja je dosezala do potkoljenica, a još češće ogrtač–manta, koji se omata oko tijela, a jedna ruka se ostavlja slobodna.
Nastambe su bile krovinjare bez zidova.